# ドゥクアタス駅
ドゥクアタス駅（インドネシア語: Stasiun MRT Dukuh Atas）は、ジャカルタ首都特別州中央ジャカルタ市タナ・アバン区にある、ジャカルタ都市高速鉄道（MRT）南北線の駅。インドネシア中央銀行（BNI）が当駅のネーミングライツを取得していることから、ドゥクアタスBNI駅（インドネシア語: Stasiun MRT Dukuh Atas BNI）とも呼称される。

## 歴史
2019年3月24日に南北線第1期区間（ブンダランHI-ルバックブルス間）の開通と共に開業。

## 駅構造

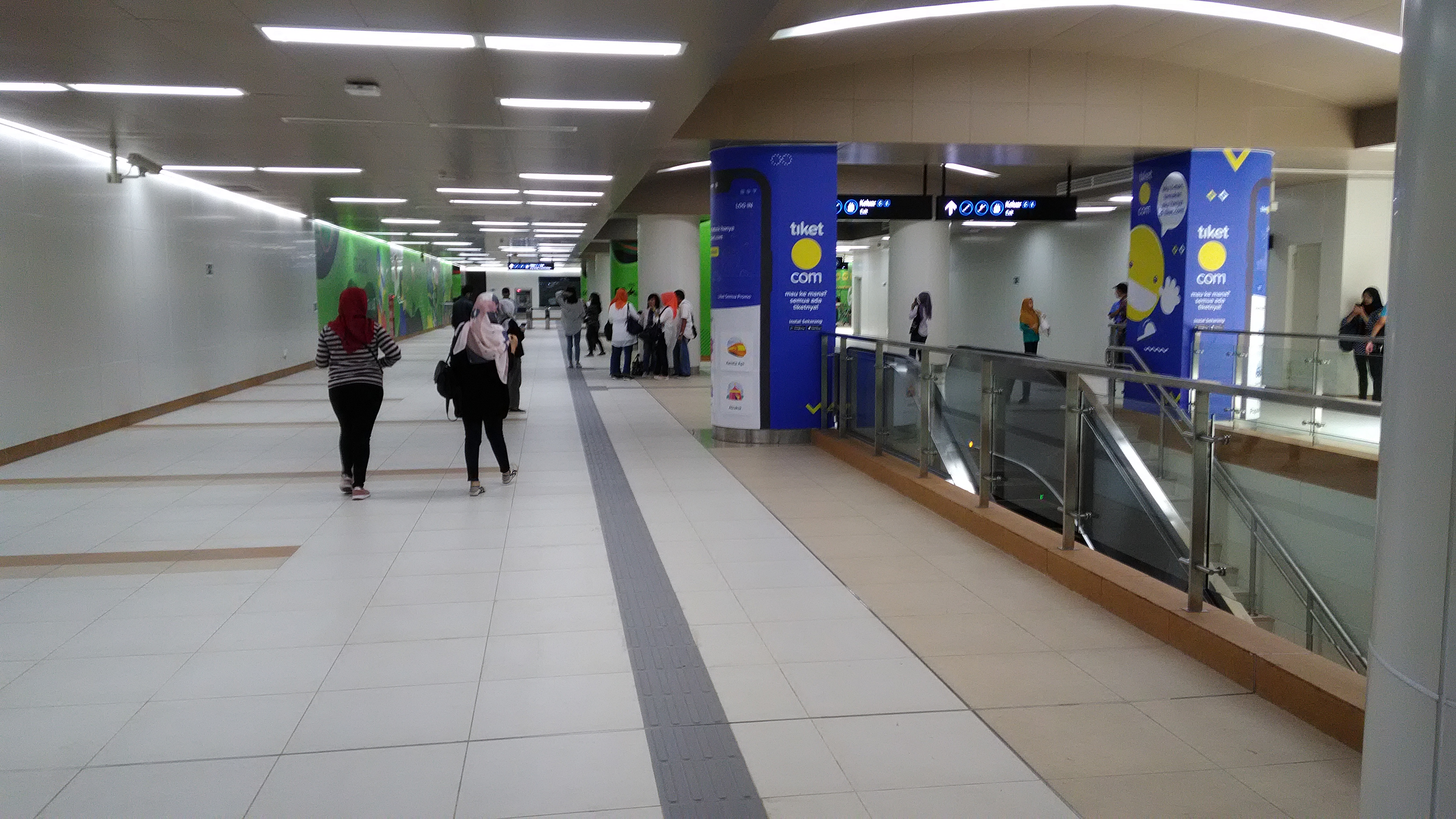
コンコース

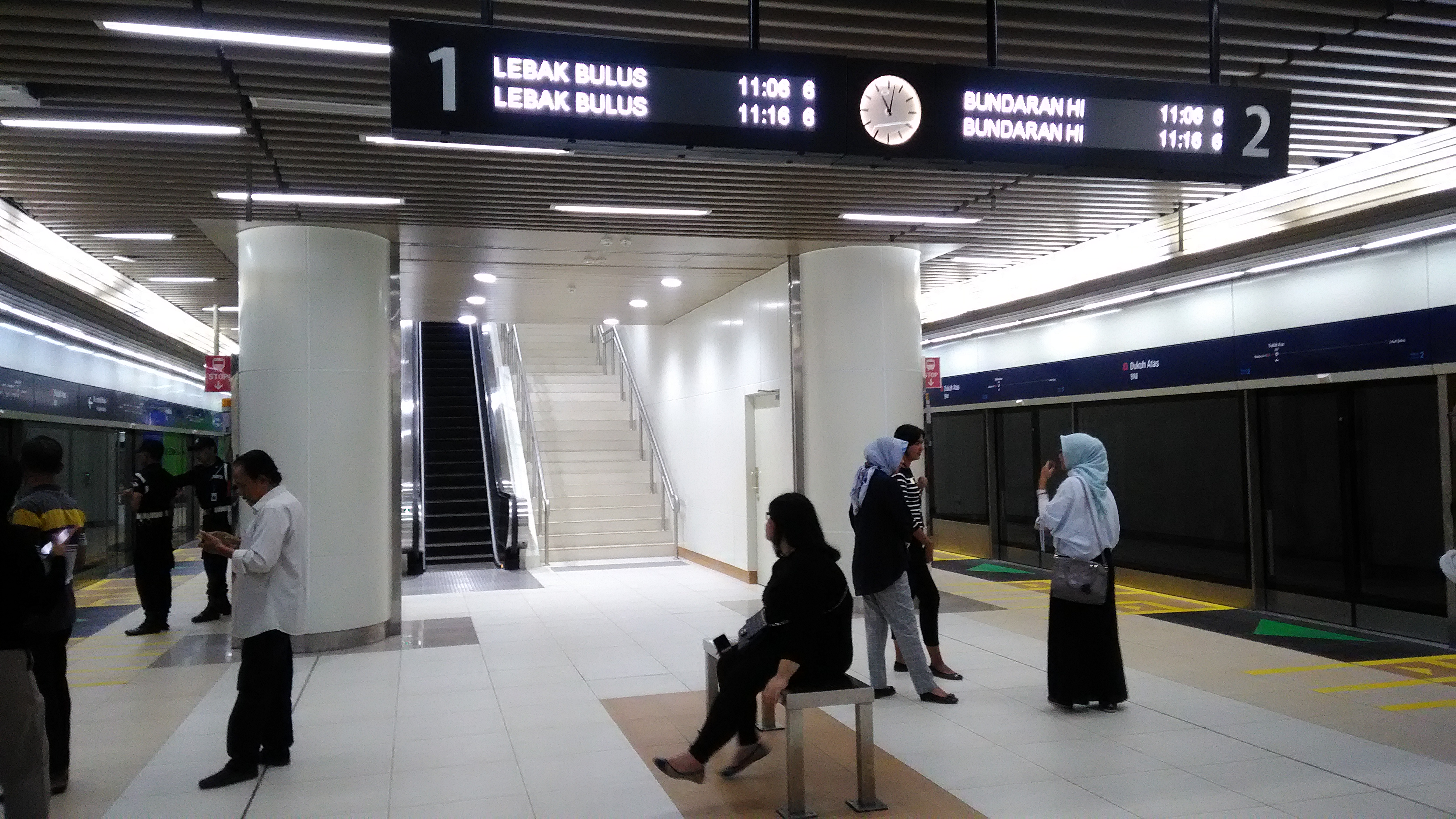
プラットホーム

ジェンデラル・サダーマン通りの地下にある地下駅。地下1階が改札口や切符売り場があるコンコース階、地下2階がホーム階である。ホームは島式1面2線を有しており、フルハイトタイプのホームドアを完備している。

### のりば
| 番線 | 路線   | 行先                          |
| ---- | ------ | ----------------------------- |
| 1    | 南北線 | ブロックM・ルバックブルス方面 |
| 2    | 南北線 | ブンダランHI方面              |

## 駅周辺
- UOBプラザ
- タムリンナイン
- BCAタワー（インドネシア語版、英語版）
- グランドインドネシアショッピングタウン（インドネシア語版、英語版）
- マンダリン・オリエンタル・ジャカルタ
- スディルマン駅（インドネシア語版、英語版）（KRL コムター）
- BNIシティ駅（スカルノ・ハッタ空港鉄道）
- 在インドネシアドイツ大使館（インドネシア語版）
- 在インドネシアフィジー大使館
- グラハ・マンディリ（インドネシア語版）
- ドイツ銀行
- リウン川（インドネシア語版、英語版）

## 隣の駅
ジャカルタ都市高速鉄道
 南北線
ブンダランHI駅 - ドゥクアタス駅 - スティアブディ駅